# Salvada e Quintos
Salvada e Quintos est une paroisse civile portugaise (en portugais : freguesia) de la municipalité de Beja dans le district du même nom en Alentejo. Elle est créée en 2013, par fusion des paroisses de Salvada et Quintos.

## Géographie
Salvada e Quintos est située au sud-est de Beja, à la limite avec les municipalités de Serpa, à l'est, et Mértola, au sud.
Le Guadiana délimite le territoire de la paroisse à l'est.

## Histoire
La paroisse est créée par la loi no 11-A/2013 du 28 janvier 2013 portant réorganisation administrative du territoire des freguesias, en fusionnant les paroisses de Salvada et Quintos. Son nom officiel est União das Freguesias de Salvada e Quintos et son siège est fixé à Salvada.

## Démographie
Lors du recensement de 2021, Salvada e Quintos compte 1 181 habitants.